# WWE Hall of Fame
O Hall da Fama da WWE (no original: WWE Hall of Fame) é um salão da fama para personalidades de luta livre profissional mantido pela WWE. Ele foi oficialmente criado em 22 de março de 1993 durante um episódio do Monday Night Raw, onde André the Giant, que havia morrido dois meses antes, foi anunciado como o único induzido. As cerimônias de 1994 e 1995 foram realizadas em conjunto o pay-per-view anual King of the Ring. Já em 1996, ela foi realizada juntamente com o evento Survivor Series, e após o qual, entrou em hiato.
Em 2004, a WWE relançou o Hall da Fama, coincidindo com o WrestleMania XX. Esta cerimônia, como as anteriores, não foi transmitida na mídia televisiva, no entanto, foi lançada em DVD em 1 de junho de 2004. Todavia, a partir de 2005, uma versão editada do evento passou a ser transmitido pela Spike TV (2005) e posteriormente na USA Network (2006-presente); também desde 2005, a festa completa é disponibilizada no DVD do WrestleMania daquele ano. Com o lançamento do WWE Network em 2014, o Hall da Fama passou a ser transmitido ao vivo pelo canal.
Ser introduzido no Hall da Fama depende das relações entre o lutador e a WWE. Ex-empregados que criticam a empresa ou trabalham para companhias rivais não são convidados a integrá-lo. Em contrapartida, algumas personalidades também se recusam a participar do salão da fama. Bruno Sammartino, conhecido por ter o mais longo reinado como campeão mundial dos pesos-pesados da WWE, recusou sua entrada por várias vezes, mas acabou por aceitar em 2013.
Até 2019, houve um total de 203 homenageados, destes sendo 113 lutadores introduzidos individualmente e 15 em grupo (composto por 40 atletas nessas equipes), somado ainda a 10 celebridades, cinco Warrior Awards e 35 induções Legacy. Ric Flair foi o único a ser introduzido duas vezes, primeiro individualmente em 2008, e então como um membro do Four Horsemen em 2012. Ao longo de sua história, 27 membros foram empossados postumamente. Shawn Michaels, Bret Hart e Booker T se uniram a Flair em 2019, com Michaels sendo introduzido individualmente em 2011 e como parte da D-Generation X em 2019, Hart sendo introduzido individualmente em 2006 e como parte da The Hart Foundation em 2019 e Booker sendo introduzido individualmente em 2013 e como parte da Harlem Heat em 2019.

## Introduções

### Individuais
| Ano  | Imagem | Nome no ringue (Nome real)                                 | Introduzido por                                   | Notas |
| ---- | ------ | ---------------------------------------------------------- | ------------------------------------------------- | --- |
| 1993 |        | André the Giant (André Roussimoff)                         | Vince McMahon                                     | Indução póstuma: invicto por 15 anos, uma vez campeão da WWF, uma vez campeão de duplas da WWF. Não houve cerimônia, apenas um vídeo em homenagem a ele foi exibido no WWF Monday Night Raw de 22 de março de 1993 anunciando sua introdução no Hall da Fama. |
| 1994 | —      | Arnold Skaaland                                            | Shane McMahon                                     | Uma vez Campeão Estadunidense de Duplas da WWWF e, por muito tempo, manager na WWF. |
| 1994 |        | Bobo Brazil (Houston Harris)                               | Ernie Ladd                                        | Sete vezes campeão dos Estados Unidos da WWWF, uma vez campeão peso-pesado dos Estados Unidos da NWA. |
| 1994 |        | "Nature Boy" Buddy Rogers (Herman Rohde Jr.)               | Bret Hart                                         | Indução póstuma: uma vez campeão mundial dos pesos-pesados da NWA e o primeiro campeão mundial dos pesos-pesados da WWWF. |
| 1994 |        | Chief Jay Strongbow (Joseph Scarpa)                        | Gorilla Monsoon                                   | Quatro vezes campeão mundial de duplas da WWWF/WWF. |
| 1994 |        | "Classy" Freddie Blassie                                   | Regis Philbin                                     | Vencedor de mais de 30 títulos regionais da NWA. Por muito tempo manager na WWF. |
| 1994 |        | Gorilla Monsoon (Robert Marella)                           | Killer Kowalski                                   | Duas vezes campeão estadunidense de duplas da WWWF. Ex-comentarista da WWF e, na história, presidente da empresa. |
| 1994 | —      | James Dudley                                               | Vince McMahon                                     | Primeiro afro-americano a dirigir uma arena importante nos Estados Unidos. |
| 1995 |        | Antonino Rocca (Antonino Biasetton)                        | Miguel Pérez                                      | Indução póstuma: representado por sua esposa. Uma vez campeão internacional dos pesos-pesados da WWF. Pioneiro no estilo de luta acrobática. |
| 1995 |        | "Big Cat" Ernie Ladd                                       | Bill Watts                                        | Vencedor de diversos títulos regionais da NWA e foi um dos poucos lutadores profissionais a ter tido uma carreira de sucesso no futebol americano. |
| 1995 |        | George "The Animal" Steele (William Myers)                 | Beth Myers                                        | Ele foi um dos primeiros vilões ao estilo "monstro" na luta livre profissional. |
| 1995 |        | Ivan Putski (Josef Bednarski)                              | Scott Putski                                      | Uma vez campeão de duplas da WWF. |
| 1995 |        | The Fabulous Moolah (Mary Ellison)                         | Alundra Blayze                                    | Quatro vezes (e primeira) campeã feminina da WWF antes de sua indução; seu primeiro reinado é reconhecido por ter durado 28 anos. |
| 1995 |        | The Grand Wizard (Ernie Roth)                              | Sgt. Slaughter                                    | Introdução póstuma: representado por Bobby Harmon. Por muito tempo manager na WWF. |
| 1995 |        | Pedro Morales                                              | Gorilla Monsoon                                   | Savio Vega aceitou a indução. Uma vez campeão mundial dos pesos-pesados da WWWF, cujo reinado é reconhecido por ter durando quase três anos, primeiro lutador a completar a tríplice coroa da WWF. Morales foi o primeiro atleta latino a ganhar um título mundial.                                                                                               |
| 1996 |        | "Baron" Mikel Scicluna                                     | Gorilla Monsoon                                   | Uma vez campeão mundial de duplas da WWWF e uma vez campeão estadunidense de duplas da WWWF. |
| 1996 |        | Captain Lou Albano                                         | Joe Franklin                                      | Uma vez campeão estadunidense de duplas da WWWF. Como manager, ele levou 13 duplas diferentes a vencer campeonatos, obtendo um recorde de 17 conquistas, além de gerenciar quatro lutadores individuais, ajudando-os a ganhar vários títulos. Sua associação com Cyndi Lauper foi fundamental para transformar a luta livre profissional em um fenômeno nacional. |
| 1996 |        | Jimmy "Superfly" Snuka (James Reiher)                      | Don Muraco                                        | Uma vez campeão peso-pesado dos Estados Unidos da NWA, duas vezes campeão mundial de duplas da NWA e o primeiro campeão dos pesos-pesados da ECW. |
| 1996 |        | Johnny Rodz (Johnny Rodriguez)                             | Arnold Skaaland                                   | Lutou na WWF por quase duas décadas. Ele foi um dos primeiros lutadores a serem usados principalmente para perder para outros lutadores mais populares. |
| 1996 |        | Killer Kowalski (Wladek Kowalski)                          | Triple H                                          | Uma vez campeão mundial de duplas da WWWF e vencedor de 17 títulos regionais da NWA. |
| 1996 |        | Pat Patterson (Pierre Clermont)                            | Bret Hart                                         | Uma vez e primeiro campeão intercontinental da WWF, uma vez campeão mundial de duplas da AWA e vencedor de mais de 20 títulos regionais da NWA. Creditado como o criador da luta Royal Rumble. |
| 1996 |        | Vincent J. McMahon                                         | Shane McMahon                                     | Indução póstuma: Representado pela família McMahon. Fundador e antigo promotor da World Wide Wrestling Federation, que mais tarde se tornaria na World Wrestling Entertainment. |
| 2004 |        | Big John Studd (John Minton)                               | Big Show                                          | Indução póstuma: Representado pelo seu filho John Minton Jr. Uma vez campeão mundial de duplas da WWWF e vencedor do Royal Rumble de 1989. |
| 2004 |        | Don Muraco                                                 | Mick Foley                                        | Duas vezes campeão intercontinental da WWF e o primeiro vencedor do torneio King of the Ring. |
| 2004 |        | Greg "The Hammer" Valentine (Gregory Wisniski)             | Jimmy Hart                                        | Duas vezes campeão peso-pesado dos Estados Unidos da NWA, quatro vezes campeão mundial de duplas da NWA, uma vez campeão intercontinental da WWF e uma vez campeão de duplas da WWF. |
| 2004 |        | Harley Race                                                | Ric Flair                                         | Oito vezes campeão mundial dos pesos-pesados da NWA, uma vez e primeiro campeão peso-pesado do Estados Unidos da NWA, três vezes campeão mundial de duplas da AWA e vencedor do torneio King of the Ring de 1986. |
| 2004 |        | Jesse "The Body" Ventura (James Janos)                     | Tyrell Janos                                      | Uma vez campeão mundial de duplas da AWA. Ex-comentarista da WWF. |
| 2004 |        | Junkyard Dog (Sylvester Ritter)                            | Ernie Ladd                                        | Indução póstuma: Representado por sua filha LaToya Ritter. Ganhou 15 títulos na Mid-South Wrestling Association, incluindo quatro reinados como campeão norte-americano peso-pesado da Mid-South. |
| 2004 |        | Sgt. Slaughter (Robert Remus)                              | Pat Patterson                                     | Uma vez campeão da WWF e duas vezes campeão peso-pesado dos Estados Unidos da NWA. |
| 2004 |        | Superstar Billy Graham (Eldridge Coleman)                  | Triple H                                          | Uma vez campeão mundial dos pesos-pesados da WWWF. |
| 2004 |        | Tito Santana (Merced Solis)                                | Shawn Michaels                                    | Duas vezes campeão intercontinental da WWF, duas vezes campeão mundial de duplas da WWF e vencedor do torneio King of the Ring de 1989. |
| 2004 |        | Bobby "The Brain" Heenan (Raymond Heenan)                  | Blackjack Lanza                                   | Ex-comentarista e por muito tempo manager na AWA, WWF e WCW. |
| 2005 |        | Hulk Hogan (Terry Bollea)                                  | Sylvester Stallone                                | Seis vezes campeão da WWF/E, seis vezes campeão mundial dos pesos-pesados da WCW, uma vez campeão mundial de duplas da WWE e duas vezes vencedor do Royal Rumble (1990 e 1991). |
| 2005 |        | "Rowdy" Roddy Piper (Roderick Toombs)                      | Ric Flair                                         | Três vezes Campeão peso-pesado dos Estados Unidos da NWA e uma vez campeão intercontinental da WWF. |
| 2005 |        | "Cowboy" Bob Orton                                         | Randy Orton                                       | Ganhou vários títulos regionas da NWA. |
| 2005 |        | Jimmy Hart                                                 | Jerry Lawler                                      | Por muito tempo manager na WWF e WCW. |
| 2005 |        | "Mr. Wonderful" Paul Orndorff                              | Bobby Heenan                                      | Quatro vezes campeão nacional dos pesos-pesados da NWA e duas vezes campeão mundial de duplas da WCW. |
| 2005 |        | Nikolai Volkoff (Josip Peruzovic)                          | Jim Ross                                          | Três vezes campeão internacional de duplas da WWWF e uma vez campeão de duplas da WWF. |
| 2005 |        | The Iron Sheik (Khosrow Vaziri)                            | Sgt. Slaughter                                    | Uma vez campeão da WWF e uma vez campeão de duplas da WWF. |
| 2006 |        | Bret "Hit Man" Hart                                        | Stone Cold Steve Austin                           | Cinco vezes campeão da WWF, duas vezes campeão mundial dos pesos-pesados da WCW, duas vezes campeão intercontinental da WWF, duas vezes campeão de duplas da WWF, co-vencedor do Royal Rumble de 1994 e vencedor do torneio King of the Ring de 1991 e 1993. |
| 2006 |        | Eddie Guerrero (Eduardo Guerrero)                          | Chris Benoit, Rey Mysterio e Chavo Guerrero       | Introdução póstuma: representado por sua viúva Vickie Guerrero e suas duas filhas. Uma vez campeão da WWE, duas vezes Campeão dos Estados Unidos da WCW/WWE e duas vezes campeão intercontinental da WWE. |
| 2006 |        | "Mean" Gene Okerlund                                       | Hulk Hogan                                        | Por muito tempo repórter e anunciador na AWA, WCW e WWF/E. |
| 2006 |        | "Sensational" Sherri (Sherri Russell)                      | Ted DiBiase                                       | Uma vez campeã feminina da WWF e quatro vezes campeã mundial feminina da AWA. Ex-manager |
| 2006 |        | Verne Gagne                                                | Greg Gagne                                        | Co-fundador da American Wrestling Association, dez vezes campeão mundial dos pesos-pesados da AWA e quatro vezes campeão mundial de duplas da AWA. |
| 2006 |        | "Mr. USA" Tony Atlas (Anthony White)                       | S.D. Jones                                        | Uma vez campeão de duplas da WWF e, com Rocky Johnson, foi a primeira dupla negra a ser campeã de duplas. |
| 2007 |        | "The American Dream" Dusty Rhodes (Virgil Runnels Jr.)     | Cody Rhodes e Dustin Rhodes                       | Três vezes campeão mundial dos pesos-pesados da NWA, uma vez campeão peso-pesado dos Estados Unidos da NWA duas vezes campeão mundial de duplas da NWA, duas vezes campeão mundial de trios da NWA, uma vez campeão mundial televisivo da NWA. Por muito tempo escritor principal na WCW.                                                                         |
| 2007 |        | "Mr. Perfect" Curt Hennig                                  | Wade Boggs                                        | Indução póstuma: Representado por sua esposa Leonice, seus quatro filhos, sua mãe e seu pai Larry "The Axe" Henning. Uma vez campeão mundial dos pesos-pesados da AWA, uma vez campeão mundial de duplas da AWA, duas vezes campeão intercontinental da WWF e uma vez campeão peso-pesado dos Estados Unidos da WCW.                                              |
| 2007 |        | Jerry "The King" Lawler                                    | William Shatner                                   | Uma vez campeão mundial dos pesos-pesados da AWA, 35 vezes campeão sulista dos pesos-pesados da AWA, três vezes campeão mundial dos pesos-pesados da WCWA por muito tempo comentarista na WWE. |
| 2007 |        | Nick Bockwinkel                                            | Bobby Heenan                                      | Quatro vezes campeão mundial dos pesos-pesados da AWA e três vezes campeão mundial de duplas da AWA. |
| 2007 |        | Mr. Fuji (Harry Fujiwara)                                  | Don Muraco                                        | Cinco vezes campeão mundial de duplas da WWWF/WWF. Ex-manager. |
| 2007 |        | The Sheik (Edward Farhat)                                  | Rob Van Dam e Sabu                                | Indução póstuma: Representado por sua esposa Joyce Farhat. Também conhecido como "The Original Sheik", duas vezes campeão dos Estados Unidos da WWWF e vencedor de mais de 20 títulos regionais da NWA. |
| 2007 |        | Jim Ross                                                   | Stone Cold Steve Austin                           | Narrador da WWF/E, WCW e outras companhias regionais. Diretor de Relações de Talentos da WWF durante a Attitude Era. |
| 2008 |        | "Nature Boy" Ric Flair (Richard Fliehr)                    | Triple H                                          | Primeiro lutador em atividade a ser introduzido no Hall da Fama. Duas vezes campeão da WWF, seis vezes campeão mundial dos pesos-pesados da WCW e oito vezes campeão mundial dos pesos-pesados da NWA. Reconhecido pela WWE como campeão mundial por 16 vezes. Vencedor do Royal Rumble de 1992.                                                                  |
| 2008 |        | "High Chief" Peter Maivia (Fanene Maivia)                  | The Rock                                          | Indução póstuma: Representado por sua filha Ata Maivia Johnson. Ganhou vários títulos regionais da NWA. |
| 2008 |        | "Soulman" Rocky Johnson (Wayde Bowles)                     | The Rock                                          | Uma vez campeão mundial de duplas da WWF e junto com Tony Atlas, foram a primeira dupla negra a se tornar campeã de duplas. |
| 2008 |        | Mae Young (Johnnie Young)                                  | Pat Patterson                                     | Primeira e uma vez campeã feminina dos Estados Unidos da NWA e uma vez campeã mundial de duplas femininas da NWA |
| 2008 |        | Eddie Graham (Edward Gossett)                              | Dusty Rhodes                                      | Indução póstuma: representado por seu filho Mike Graham. Promotor e escritor para a Championship Wrestling from Florida, ganhou mais de 30 títulos regionais da NWA. |
| 2008 |        | Gordon Solie (Jonard Labiak)                               | Jim Ross                                          | Indução póstuma: representado por seus cinco filhos. Comentarista, narrador e promotor da Championship Wrestling from Florida, e posteriormente da World Championship Wrestling. |
| 2009 |        | Stone Cold Steve Austin (Steven Anderson)                  | Vince McMahon                                     | Seis vezes campeão da WWF, quatro vezes campeão de duplas da WWF, duas vezes campeão Intercontinental da WWF, vencedor do King of the Ring de 1996 e três vezes vencedor do Royal Rumble (1997, 1998 e 2001). |
| 2009 |        | Ricky "The Dragon" Steamboat (Richard Blood)               | Ric Flair                                         | Uma vez campeão mundial dos pesos-pesados da NWA, três vezes campeão peso-pesado dos Estados Unidos da NWA e uma vez campeão intercontinental da WWF. |
| 2009 |        | "Cowboy" Bill Watts                                        | Jim Ross                                          | Ex-promotor no sul dos Estados Unidos, uma vez campeão de duplas dos Estados Unidos da WWWF e vencedor de mais de 20 títulos regionais da NWA. |
| 2009 |        | Howard Finkel                                              | Gene Okerlund                                     | Anunciador de ringue da WWE desde 1977 e o primeiro empregado contratado pela WWE em 1975. |
| 2009 |        | Koko B. Ware (James Ware)                                  | The Honky Tonk Man                                | Ganhou diversos títulos regionais da NWA. |
| 2010 |        | "The Million Dollar Man" Ted DiBiase                       | Ted DiBiase Jr. e Brett DiBiase                   | Quatro vezes campeão mundial norte-americano dos pesos-pesados do Mid-South, três vezes campeão mundial de duplas da WWF, duas vezes campeão nacional dos pesos-pesados da NWA, criador e campeão do Campeonato Million Dollar e vencedor do torneio King of the Ring de 1988.                                                                                    |
| 2010 |        | Antonio Inoki                                              | Stan Hansen                                       | Fundador da New Japan Pro Wrestling, duas vezes campeão mundial dos pesos-pesados de artes marciais da WWWF/WWF e uma vez campeão dos pesos-pesados da IWGP. |
| 2010 |        | Wendi Richter                                              | Roddy Piper                                       | Duas vezes campeã feminina da WWF, uma vez campeã feminina da AWA e duas vezes campeã mundial de duplas femininas da NWA. |
| 2010 |        | Maurice "Mad Dog" Vachon                                   | Pat Patterson                                     | Cinco vezes campeão Mundial dos pesos-pesados da AWA. |
| 2010 |        | Gorgeous George (George Wagner)                            | Dick Beyer                                        | Indução póstuma: Representado por sua ex-esposa Betty Wagner. Uma vez campeão mundial dos pesos-pesados da AWA (versão de Boston). Retratado como um vilão extravagante, arrogante e carismático, George é creditado por ter ajudando a estabelecer a luta livre profissional na televisão entre as décadas de 1940 e 1950.                                       |
| 2010 | —      | Stu Hart                                                   | Bret Hart                                         | Indução póstuma: Representado por Bret Hart e a família Hart. Patriarca da família Hart, foi o fundador da Stampede Wrestling em Calgary em 1948, onde ficou até 1984. Também fundou a escola de luta livre Hart Dungeon, onde treinou dezenas de lutadores da WWE.                                                                                               |
| 2011 |        | "The Heartbreak Kid" Shawn Michaels (Michael Hickenbottom) | Triple H                                          | Três vezes campeão da WWF, uma vez campeão mundial dos pesos-pesados, três vezes campeão intercontinental da WWF, vencedor do Royal Rumble de 1995 e 1996 e o primeiro lutador a completar o "Grand Slam" da WWE. |
| 2011 |        | "Hacksaw" Jim Duggan                                       | Ted DiBiase                                       | Vencedor do primeiro Royal Rumble em 1988 e uma vez campeão dos Estados Unidos da WCW. |
| 2011 |        | "Bullet" Bob Armstrong (Joseph James)                      | Scott, Brad e Brian Armstrong                     | Ganhou diversos títulos regionais da NWA. |
| 2011 |        | Sunny (Tammy Sytch)                                        | WWE Divas                                         | Considerada uma das primeiras divas da WWE. |
| 2011 |        | Abdullah the Butcher (Lawrence Shreve)                     | Terry Funk                                        | Lenda do estilo hardcore, ganhou vários títulos regionais da NWA e no Japão. |
| 2012 |        | Mil Máscaras (Aaron Arellano)                              | Alberto Del Rio                                   | Luchador mexicano. Máscaras foi o primeiro lutador mascarado a competir no Madison Square Garden. |
| 2012 |        | Edge (Adam Copeland)                                       | Christian                                         | Quatro vezes campeão da WWE, sete vezes campeão mundial dos pesos-pesados, 12 vezes campeão mundial de duplas da WWF/WWE, duas vezes campeão de duplas da WWE, vencedor da primeira luta Money in the Bank, vencedor do Royal Rumble de 2010 e do torneio King of the Ring de 2001.                                                                               |
| 2012 |        | Ron Simmons                                                | John "Bradshaw" Layfield                          | Se tornou no primeiro lutador negro a ganhar um título mundial após ter conquistado o Campeonato Mundial dos Pesos-Pesados da WCW. Lutou pela WWF/E como o nome "Faarooq" e foi três vezes campeão mundial de duplas. |
| 2012 |        | Yokozuna (Rodney Anoaʻi)                                   | Jimmy Uso e Jey Uso                               | Indução póstuma: Representado pelo seu primo Rikishi e sua família. Duas vezes campeão da WWF, duas vezes campeão de duplas da WWE e vencedor do Royal Rumble de 1993. |
| 2013 |        | Mick Foley                                                 | Terry Funk                                        | Lutou usando vários nomes no ringue, entre eles, Cactus Jack, Mankind e Dude Love. Lenda da luta livre hardcore, três vezes campeão da WWF, oito vezes campeão de duplas da WWF, uma vez e primeiro campeão hardcore da WWF, duas vezes campeão mundial de duplas da ECW e uma vez campeão mundial de duplas da WCW.                                              |
| 2013 |        | Bob Backlund                                               | Maria Menounos                                    | Duas vezes campeão da WWWF/WWF e uma vez campeão de duplas da WWF. |
| 2013 |        | Trish Stratus (Patricia Stratigias)                        | Stephanie McMahon                                 | Sete vezes campeã feminina da WWE, uma vez campeã hardcore da WWE, três vezes Babe of the Year da WWE e foi eleita a diva da década durante o décimo aniversário do Raw em 2003. |
| 2013 |        | Bruno Sammartino                                           | Arnold Schwarzenegger                             | Uma vez campeão duplas dos Estados Unidos da WWWF, duas vezes campeão internacional de duplas da WWF e duas vezes campeão mundial dos pesos-pesados da WWWF, cujo ele detém os recordes de mais longo reinado consecutivo e cumulativo com sete e 11 anos, respectivamente.                                                                                       |
| 2013 |        | Booker T (Robert Booker Tio Huffman)                       | Stevie Ray                                        | Dez vezes campeão mundial de duplas da WCW, seis vezes campeão mundial televisivo da WCW, cinco vezes campeão mundial dos pesos-pesados da WCW, uma vez campeão mundial dos pesos-pesados na WWE e três vezes campeão mundial de duplas da WWE. |
| 2014 |        | The Ultimate Warrior (James Hellwig)                       | Linda McMahon                                     | Duas vezes campeão intercontinental da WWE e uma vez campeão da WWF. |
| 2014 |        | Jake "The Snake" Roberts (Aurelian Smith Jr.)              | Diamond Dallas Page                               | Creditado como o criador do DDT, foi uma vez campeão nacional televiso da NWA e duas vezes campeão mundial televiso da NWA, além de ganhar diversos títulos regionais. |
| 2014 |        | Lita (Amy Dumas)                                           | Trish Stratus                                     | Quatro vezes campeã feminina da WWF/E. |
| 2014 |        | Paul Bearer (William Moody)                                | Kane                                              | Indução póstuma: representado pelos seus filhos Daniel e Michael. Por muito tempo manager na WCCW (como Percy Pringle III) e na WWE (como Paul Bearer) sendo mais conhecido por gerenciar The Undertaker, Mankind e Kane. |
| 2014 |        | Carlos Colón (Carlos Colón González)                       | Carlito, Eddie e Orlando Colón                    | Promotor da World Wrestling Council (WWC) em Porto Rico, 26 vezes campeão universal peso-pesado da WWC. |
| 2014 |        | Razor Ramon (Scott Hall)                                   | Kevin Nash                                        | Quatro vezes campeão intercontinental da WWF, duas vezes campeão peso-pesado dos Estados Unidos da WCW, sete vezes campeão mundial de duplas da WCW, uma vez campeão mundial televisivo da WCW e vencedor do World War 3 de 1997. |
| 2015 |        | "Macho Man" Randy Savage (Randy Poffo)                     | Hulk Hogan                                        | Indução póstuma: representado por seu irmão Lanny Poffo. Duas vezes campeão da WWF, quatro vezes campeão mundial dos pesos-pesados da WCW, uma vez campeão intercontinental da WWF, vencedor do torneio King of the Ring de 1987 e vencedor do World War 3 de 1995.                                                                                               |
| 2015 |        | Rikishi (Solofa Fatu Jr.)                                  | Jimmy Uso e Jey Uso                               | Uma vez campeão intercontinental da WWF, duas vezes campeão mundial de duplas da WWF e uma vez campeão de duplas da WWE. |
| 2015 |        | Alundra Blayze (Debrah Miceli)                             | Natalya                                           | Três vezes campeã feminina da WWF. Conhecida em outras companhias como Madusa, ela se tornou a primeira mulher a ganhar o Campeonato de Pesos-Leves da WCW e foi uma vez campeã mundial feminina da AWA. |
| 2015 |        | Larry Zbyszko (Lawrence Whistler)                          | Bruno Sammartino                                  | Duas vezes campeão mundial dos pesos-pesados da AWA, uma vez campeão mundial televisivo da WCW, uma vez campeão mundial de duplas da WCW e uma vez campeão de duplas da WWWF. |
| 2015 |        | Tatsumi Fujinami                                           | Ric Flair                                         | Seis vezes campeão peso-pesado da IWGP, uma vez campeão mundial dos pesos-pesados da NWA e duas vezes campeão júnior dos pesos-pesados da WWF. |
| 2015 |        | Kevin Nash                                                 | Shawn Michaels                                    | Uma vez campeão da WWF, cinco vezes campeão mundial dos pesos-pesados da WCW, uma vez campeão intercontinental da WWF, nove vezes campeão mundial de duplas da WCW, duas vezes campeão de duplas da WWF e vencedor do World War 3 de 1998. |
| 2016 |        | Sting (Steve Borden)                                       | Ric Flair                                         | Seis vezes campeão mundial dos pesos-pesados da WCW, uma vez campeão mundial dos pesos-pesados da NWA, duas vezes campeão peso-pesado dos Estados Unidos da NWA e três vezes campeão mundial de duplas da WCW. |
| 2016 |        | The Godfather (Charles Wright)                             | The APA (Ron Simmons e JBL)                       | Uma vez campeão intercontinental e uma vez campeão de duplas da WWE. |
| 2016 |        | The Big Bossman (Ray Traylor)                              | Slick                                             | Indução póstuma; Uma vez campeão intercontinental e quatro vezes campeão hardcore da WWE. |
| 2016 |        | Jacqueline (Jacqueline Moore)                              | The Dudley Boyz (Bubba Ray Dudley e D-Von Dudley) | Duas vezes campeã feminina e uma vez campeã dos pesos-leves da WWE. |
| 2016 |        | Stan Hansen (John Stanley Hansen II)                       | Vader                                             | Um dos gaijins mais bem-sucedidos da luta-livre japonesa. Uma vez campeão mundial dos pesos-pesados da AWA e uma vez campeão estadunidense dos pesos-pesados da NWA. |
| 2017 |        | Kurt Angle                                                 | John Cena                                         | Primeiro lutador da WWE a conquistar uma medalha de ouro olímpica. Uma vez campeão estadunidense da WCW, campeão da WCW, campeão mundial dos pesos-pesados da WWE, campeão europeu da WWF, campeão hardcore da WWF e campeão de duplas da WWE, quatro vezes campeão da WWE/WWF e vencedor do torneio King of the Ring de 2000.                                    |
| 2017 |        | Theodore Long                                              | JBL e Ron Simmons                                 | Árbitro, manager e figura de autoridade na National Wrestling Alliance (NWA), World Championship Wrestling (WCW) e WWE. |
| 2017 |        | Diamond Dallas Page (Dallas Page)                          | Eric Bischoff                                     | Três vezes campeão mundial dos pesos-pesados, duas vezes campeão estadunidense, uma vez campeão televisivo e quatro vezes campeão mundial da duplas da WCW; uma vez campeão europeu e uma vez campeão de duplas da WWF. |
| 2017 |        | Beth Phoenix (Elizabeth Kocianski-Copeland)                | Natalya                                           | Três vezes campeã feminina, uma vez campeã das Divas e Slammy Award por Diva do ano (2008). |
| 2017 |        | "Ravishing" Rick Rude (Richard Rood)                       | Ricky Steamboat                                   | Indução póstuma. Uma vez campeão intercontinental da WWF, uma vez campeão americano dos pesos-pesados da NWA, uma vez campeão dos Estados Unidos da WCW, três vezes campeão internacional mundial dos pesos-pesados da WCW, uma vez campeão mundial dos pesos-pesados da WCWA e uma vez campeão televisivo da WCWA.                                               |
| 2018 |        | Goldberg (William Goldberg)                                | Paul Heyman                                       | Uma vez campeão mundial dos pesos-pesados da WCW, uma vez campeão mundial dos pesos-pesados (WWE) e uma vez campeão universal da WWE. |
| 2018 |        | Ivory (Lisa Moretti)                                       | Molly Holly                                       | Três vezes campeã feminina da WWF. |
| 2018 |        | Jeff Jarrett                                               | Road Dogg                                         | Seis vezes campeão intercontinental da WWF, uma vez campeão europeu da WWF, uma vez campeão de duplas da WWF, quatro vezes campeão mundial dos pesos-pesados da WCW e três vezes campeão estadunidense dos pesos-pesados da WCW. |
| 2018 |        | Hillbilly Jim (James Morris)                               | Jimmy Hart                                        | Lutador, manager e embaixador da WWE. |
| 2018 |        | Mark Henry                                                 | Big Show                                          | Uma vez campeão da ECW, uma vez campeão mundial dos pesos-pesados e uma vez campeão europeu da WWF. |
| 2019 |        | The Honky Tonk Man (Roy Wayne Farris)                      | Jimmy Hart                                        | Uma vez campeão intercontinental. |
| 2019 |        | Torrie Wilson                                              | Stacy Keibler                                     | Descrita como "importante figura na invasão da WCW na WWE" e "importante membro da divisão feminina da WWE". |
| 2019 |        | Brutus "The Barber" Beefcake (Edward Leslie)               | Hulk Hogan                                        | Uma vez campeão de duplas da WWF. |

### Duplas e grupos
| Ano  | Imagem | Grupo | Introduzido por                                   | Notas |
| ---- | --- | --- | ------------------------------------------------- | --- |
| 1996 | — | The Valiant Brothers | Tony Garea                                        | Uma vez campeões mundiais de duplas da WWWF, primeira dupla a ser introduzida no Hall da Fama da WWE. |
| 1996 | — | Jimmy Valiant (James Fanning) – quatro vezes campeão televisivo da NWA. Johnny Valiant (John Sullivan) |                                                   | |
| 2006 | — | The Blackjacks | Bobby Heenan                                      | Uma vez campeões mundiais de duplas da WWWF. |
| 2006 | — | Blackjack Mulligan (Robert Windham) – três vezes campeão peso-pesado dos Estados Unidos da NWA e uma vez campeão mundial de duplas da NWA. Blackjack Lanza (Jack Lanza) – uma vez campeão mundial de duplas da AWA. |                                                   | |
| 2007 | | The Wild Samoans | Samu e Matt Anoaʻi                                | Três vezes campeões de duplas da WWF. |
| 2007 | Afa (Arthur Anoaʻi Sr.) Sika (Leati Anoaʻi) | |                                                   | |
| 2008 | | The Brisco Brothers | John "Bradshaw" Layfield                          | Três vezes campeões mundiais de duplas da NWA, ganharam vários títulos regionais da NWA. |
| 2008 | Jack Brisco (Freddie Brisco) – duas vezes campeão mundial dos pesos-pesados da NWA. Gerald Brisco (Floyd Brisco) – uma vez campeão júnior peso-pesado da NWA, duas vezes campeão hardcore da WWF. | |                                                   | |
| 2009 | | The Funks | Dusty Rhodes                                      | Ganharam vários títulos de duplas, incluindo o campeonato internacional de duplas da NWA em três ocasiões. |
| 2009 | Terry Funk – uma vez campeão mundial dos pesos-pesados da NWA, duas vezes campeão mundial dos pesos-pesados da ECW e uma vez campeão de duplas da WWF. Dory Funk Jr. – uma vez campeão mundial dos pesos-pesados da NWA. | |                                                   | |
| 2009 | — | The Von Erichs | Michael Hayes                                     | Notável família de luta livre profissional que por muito tempo lutou na World Class Championship Wrestling (WCCW). Várias combinações diferentes dos seus membros conquistaram títulos de duplas regionais da NWA e da WCCW, incluindo os campeonatos mundial de duplas e mundial de trios.                            |
| 2009 | — | Fritz Von Erich (Jack Adkisson) – Indução póstuma: Fundador e por muito tempo proprietário da WCCW, uma vez campeão mundial dos pesos-pesados da AWA e 16 vezes campeão americano peso-pesado da NWA (depois renomeado para Campeonato Mundial dos Pesos-Pesados da WCWA). Kevin Von Erich (Kevin Adkisson) – Seis vezes campeão americano da NWA/mundial dos pesos-pesados da WCWA. David Von Erich (David Adkisson) – Indução póstuma: Oito vezes campeão peso-pesado do Texas da NWA. Kerry Von Erich (Kerry Adkisson) – Indução póstuma: Uma vez campeão mundial dos pesos-pesados da NWA, nove vezes campeão americano da NWA/mundial dos pesos-pesados da WCWA. Lutou na WWF como "The Texas Tornado" onde foi uma vez campeão intercontinental. Mike Von Erich (Michael Adkisson) – Indução póstuma: uma vez campeão americano peso-pesado da NWA. Chris Von Erich (Chris Adkisson) – Indução póstuma: lutou e trabalhou em vários cargos internos para a WCCW. |                                                   | |
| 2011 | | The Road Warriors | Dusty Rhodes                                      | Duas vezes campeões de duplas da WWF, uma vez campeões mundiais de duplas da AWA, uma vez campeões internacionais de duplas da NWA, três vezes campeões mundiais de trios da NWA, uma vez campeões mundiais de duplas da NWA (versão do Meio-Atlântico).                                                               |
| 2011 | Road Warrior Hawk (Michael Hegstrand) – Indução póstuma: duas vezes campeão de duplas da IWGP (sem Animal). Road Warrior Animal (Joseph Laurinaitis) – Uma vez campeão de duplas da WWE (sem Hawk). "Precious" Paul Ellering – Por muito tempo manager na AWA, NWA, WWF e AJPW. Introduzido juntamente com os Road Warriors, dos quais ele gerenciou por muito tempo durante a sua carreira. | |                                                   | |
| 2012 | | The Four Horsemen | Dusty Rhodes                                      | Grupo popular na década de 1980, eles atingiram o seu pico em 1988, quando os quatro membros conquistaram todos os três principais campeonatos da NWA, (mundial, dos Estados Unidos e o de duplas). |
| 2012 | "Nature Boy" Ric Flair (Richard Fliehr) – Primeiro a ser induzido duas vezes no Hall da Fama da WWE. Anteriormente introduzido em 2008 pela sua carreira individual. Barry Windham – Uma vez campeão mundial dos pesos-pesados da NWA, uma vez campeão peso-pesado dos Estados Unidos da NWA, uma vez campeão mundial televisivo da WCW, quatro vezes campeão mundial de duplas da NWA/WCW e duas vezes campeão de duplas da WWF. "The Enforcer" Arn Anderson (Martin Lunde) – Quatro vezes campeão mundial televisivo da NWA/WCW, cinco vezes campeão mundial de duplas da NWA/WCW e uma vez campeão de duplas da WWF. Tully Blanchard – Uma vez campeão peso-pesado dos Estados Unidos da NWA, três vezes campeão mundial televisivo da NWA, duas vezes campeão mundial de duplas da NWA e uma vez campeão de duplas da WWF. James J. Dillon (James Morrison) – Por muito tempo manager na NWA, ex-comissionário da WCW. | |                                                   | |
| 2015 | | The Bushwhackers | John Laurinaitis                                  | Conhecido como os Sheepherders antes de trabalharem para a WWE, eles ganharam mais de 20 títulos de duplas regionais na AWA, NWA, UWF e Stampede Wrestling durante suas carreiras de 40 anos. |
| 2015 | Luke Williams (Brian Wickens) Butch Miller (Robert Miller) | |                                                   | |
| 2016 | — | The Fabulous Freebirds | The New Day (Kofi Kingston, Xavier Woods e Big E) | Duas vezes campeões de duplas do meio-sul, duas vezes campeões estadunidenses de duplas da WCW, duas vezes campeões mundiais de duplas da WCW, além de vencedores de diversos títulos de duplas regionais, primariamente no Texas pela World Class Championship Wrestling (WCCW). Inovadores da "Regra dos Freebirds". |
| 2016 | — | Michael "P.S." Hayes (Michael Seitz) – uma vez campeão estadunidense dos pesos-pesados da NWA. Terry "Bam Bam" Gordy - indução póstuma: duas vezes campeão dos pesos-pesados da tríplice coroa e uma vez campeão dos pesos-pesados da UWF. Buddy "Jack" Roberts (Dale Hey) - indução póstuma: uma vez campeão texano dos pesos-pesados da NWA, uma vez campeão televisivo da WCCW e uma vez campeão mundial televisivo da UWF Jimmy “Jam” Garvin (James Williams) - quatro vezes campeão americano dos pesos-pesados da NWA, duas vezes campeão texano dos pesos-pesados da NWA e uma vez campeão televisivo da WCCW |                                                   | |
| 2017 | | The Rock 'n' Roll Express | Jim Cornette                                      | Diversas vezes campeões de duplas em territórios da National Wrestling Alliance (NWA), como Jim Crockett Promotions (JCP), Continental Wrestling Association (CWA) e Mid-South Wrestling. |
| 2017 | Ricky Morton Robert Gibson | |                                                   | |
| 2018 | | The Dudley Boyz | Edge e Christian                                  | Oito vezes campeões mundiais de duplas da ECW, oito vezes campeões mundiais de duplas da WWE, uma vez campeões de duplas da WWE e uma vez campeões de duplas da WCW. |
| 2018 | Bubba Ray Dudley (Mark LoMonaco) – dez vezes campeão hardcore da WWF/E. D-Von Dudley (Devon Hughes) | |                                                   | |
| 2019 | — | D-Generation X | —                                                 | Facção icônica da Attitude Era. |
| 2019 | — | Billy Gunn (Monty Sopp) – Duas vezes campeão hardcore da WWF, uma vez campeão intercontinental da WWF, dez vezes campeão mundial de duplas da WWF/E, uma vez campeão de duplas da WWE e King of the Ring de 1999. Chyna (Joanie Laurie) – Introdução póstuma; Três vezes campeã intercontinental da WWF e uma vez campeã feminina da WWF. Road Dogg (Brian James) – Uma vez campeão hardcore da WWF, uma vez campeão intercontinental da WWF, cinco vezes campeão mundial de duplas da WWF e uma vez campeão de duplas da WWE. Shawn Michaels (Michael Hickenbottom) – Introduzido individualmente em 2011. Três vezes campeão da WWF, uma vez campeão mundial dos pesos-pesados, três vezes campeão intercontinental da WWF, vencedor do Royal Rumble de 1995 e 1996 e o primeiro lutador a completar o "Grand Slam" da WWE. Triple H (Paul Levesque) – Nove vezes campeão da WWF/WWE, cinco vezes campeão mundial dos pesos-pesados, duas vezes campeão mundial de duplas da WWF/E, uma vez campeão de duplas da WWE, cinco vezes campeão intercontinental da WWF, duas vezes campeão europeu da WWF, King of the Ring de 1997, vencedor do Royal Rumble de 2002 e 2016. X-Pac (Sean Waltman) – Quatro vezes campeão de duplas da WWF, duas vezes campeão europeu da WWF e duas vezes campeão dos pesos-leves da WWF. |                                                   | |
| 2019 | — | Harlem Heat | —                                                 | Dez vezes campeões mundiais de duplas da WCW. |
| 2019 | — | Booker T (Robert Booker Tio Huffman) – Introduzido individualmente em 2013. Seis vezes campeão mundial televisivo da WCW, cinco vezes campeão mundial dos pesos-pesados da WCW, uma vez campeão mundial dos pesos-pesados na WWE e três vezes campeão mundial de duplas da WWE. Stevie Ray (Lash Huffman) – Uma vez campeão mundial televisivo da WCW. |                                                   | |
| 2019 | | The Hart Foundation | Natalya                                           | Duas vezes campeões de duplas da WWF. |
| 2019 | Bret Hart - Introduzido individualmente em 2006. Cinco vezes campeão da WWF, duas vezes campeão mundial dos pesos-pesados da WCW, duas vezes campeão intercontinental da WWF, duas vezes campeão de duplas da WWF, co-vencedor do Royal Rumble de 1994 e vencedor do torneio King of the Ring de 1991 e 1993. Jim Neidhart - Introdução póstuma; duas vezes campeão de duplas da WWF. | |                                                   | |

### Celebridades
| Ano  | Imagem | Nome no ringue (Nome real)       | Introduzido por           | Aparições |
| ---- | ------ | -------------------------------- | ------------------------- | --- |
| 2004 |        | Pete Rose                        | Kane                      | Apareceu nos WrestleManias XIV, XV e 2000. |
| 2006 | —      | William "The Refrigerator" Perry | John Cena                 | Participou na luta battle royal WWF vs. NFL no WrestleMania 2. |
| 2010 |        | Bob Uecker                       | Dick Ebersol              | Repórter e locutor convidado nos WrestleManias III e IV. |
| 2011 |        | Drew Carey                       | Kane                      | Participou da luta Royal Rumble de 2001. |
| 2012 |        | Mike Tyson                       | Shawn Michaels e Triple H | Foi árbitro especial no WrestleMania XIV e um convidado no Raw em 2010. |
| 2013 |        | Donald Trump                     | Vince McMahon             | Hospedou os WrestleManias IV e V no Trump Plaza. Ganhou a "batalha dos bilionários" no WrestleMania 23.                                                                                                 |
| 2014 |        | Mr. T (Laurence Tureaud)         | Gene Okerlund             | Lutou nos dois primeiros WrestleManias, fez aparições e lutou na WCW (incluindo um combate no Starrcade de 1994).                                                                                       |
| 2015 |        | Arnold Schwarzenegger            | Triple H                  | Fez aparições na programação da WWE. |
| 2016 |        | Snoop Dogg (Calvin Broadus Jr.)  | John Cena                 | Indução de celebridade. Fez diversas aparições no Raw e foi mestre de cerimônias para a luta BunnyMania Lumberjill da Playboy no WrestleMania XXIV.                                                     |
| 2018 |        | Kid Rock (Robert James Ritchie)  | Triple H                  | Fez apresentações musicais em eventos da WWE, como WWE Tribute to the Troops e WrestleMania XXV. Teve músicas suas usadas como temas de pay-per-views e lutadores, como The Undertaker e Stacy Keibler. |

### Warrior Award
Em 2015, a WWE introduziu o "Warrior Award" como uma homenagem para aqueles que mostraram "força inabalável e perseverança, que vivem com coragem e compaixão, encarnando o espírito indomável de Ultimate Warrior." A WWE promove os ganhadores do Warrior Award como integrantes do Hall da Fama, embora não os inclua nesta seção em seu site.
O prêmio foi inspirado pelo discurso de Ultimate Warrior em abril de 2014, onde ele propôs que houvesse uma categoria especial chamada de "Jimmy Miranda Award" para os demais funcionários da WWE que não participavam ativamente do espetáculo. Miranda, que morreu em 2002, fez parte do departamento de merchandise da WWE por mais de 20 anos. Warrior faleceu três dias depois de ter sido introduzido no Hall da Fama.
| Ano  | Introduzido                   | Apresentado por             | Notas |
| ---- | ----------------------------- | --------------------------- | --- |
| 2015 | Connor "The Crusher" Michalek | Dana Warrior e Daniel Bryan | Indução póstuma: representado por seu pai e seu irmão Steve Jackson. Fã da WWE de oito anos que morreu com câncer. Um fundo de caridade contra a doença chamado de "Connor's Cure" foi criado em sua honra por Triple H e Stephanie McMahon, sendo administrado pelo Hospital Infantil da Fundação de Pittsburgh. |
| 2016 | Joan Lunden                   | Dana Warrior                | Jornalista, escritora e sobrevivente de câncer de mama. |
| 2017 | Eric LeGrand                  | Dana Warrior                | Ex-defensive tackle de futebol americano universitário paralisado durante um jogo. |
| 2018 | Jarrius "JJ" Robertson        | Dana Warrior                | Fã da WWE; sobrevivente de dois transplantes de fígado. |
| 2019 | Sue Aitchison                 | Dana Warrior e John Cena    | Empregada da WWE por mais de 30 anos; creditada como fundamental para firmar a parceria entre a WWE e a Make a Wish Foundation. |

### Induções Legacy
A partir de 2016, o Hall da Fama da WWE passou a induzir pioneiros da indústria em uma ala própria, nomeada "Legacy". Em 2019, Hisashi Shinma e Joe Cohen foram as primeiras pessoas vivas a fazer parte da ala "Legacy".
| Ano  | Imagem | Nome no ringue (Nome real)                         | Notas |
| ---- | ------ | -------------------------------------------------- | --- |
| 2016 |        | Mildred Burke (Mildred Bliss)                      | Uma vez campeã mundial feminina da NWA |
| 2016 |        | Frank Gotch                                        | Uma vez campeão mundial dos pesos-pesados e três vezes campeão americano dos pesos-pesados |
| 2016 |        | Georg Hackenschmidt                                | Uma vez campeão europeu peso-pesado de luta greco-romana e uma vez campeão mundial dos pesos-pesados |
| 2016 |        | Ed "Strangler" Lewis (Robert Friedrich)            | Duas vezes AWA World Heavyweight Championship e quatro vezes campeão mundial |
| 2016 |        | Pat O'Connor                                       | Uma vez campeão mundial dos pesos-pesados da NWA, três vezes campeão estadunidense dos pesos-pesados (versão dos estados centrais) e uma vez campeão mundial de duplas da AWA                                                         |
| 2016 |        | Lou Thesz (Lajos Tiza)                             | Três vezes campeão mundial dos pesos-pesados, três vezes campeão mundial dos pesos-pesados (NWA) e cinco vezes campeão mundial dos pesos-pesados da NWA                                                                               |
| 2016 |        | "Sailor" Art Thomas                                | Reconhecido pela WWE como uma das primeiras estrelas afro-americano da história, desafiante perene pelo Campeonato Mundial dos Pesos-Pesados da NWA                                                                                   |
| 2017 |        | Haystacks Calhoun (William Dee Calhoun)            | Uma vez campeão mundial de duplas da WWWF. |
| 2017 |        | Judy Grable (Nellya Baughman)                      | Pioneira da luta feminina. |
| 2017 |        | Bearcat Wright (Edward Wright)                     | Considerado o primeiro campeão mundial afro-americano por ter vencido o WWA World Heavyweight Championship (Los Angeles). |
| 2017 |        | Farmer Burns (Martin Burns)                        | Estrela do final dos anos 1800. |
| 2017 |        | Rikidōzan (Mitsuhiro Momota)                       | Um dos mais importantes lutadores japoneses da história. |
| 2017 | —      | Luther Lindsay (Luther Jacob Goodall)              | Reconhecido pela WWE como uma aos primeiras estrelas afro-americano da história. |
| 2017 |        | June Byers (DeAlva Eyvonnie Sibley)                | Primeira campeã mundial feminina da NWA. |
| 2017 | —      | Toots Mondt (James Ervin Mondt)                    | Co-fundador da World Wide Wrestling Federation (WWWF, posteriormente WWE). |
| 2017 | —      | Dr. Jerry Graham (Jerry Martin Matthews)           | Uma vez campeão estadunidense de duplas da WWWF. |
| 2018 |        | "Lord" Alfred Hayes                                | Lutador, comentarista e manager na WWF e em outras empresas. |
| 2018 | —      | Boris Malenko (Lawrence J. Simon)                  | Uma vez campeão floridense dos pesos-pesados da NWA, uma vez campeão mundial de duplas da AWA e oito vezes campeão soco-inglês da NWA.                                                                                                |
| 2018 | —      | Cora Combs (Cora Svonsteckik)                      | Quatro vezes campeão estadunidense feminina da NWA. |
| 2018 |        | Dara Singh                                         | Popular lutador indiano nos anos 50 e 60. |
| 2018 |        | El Santo (Rodolfo Guzmán Huerta)                   | Um dos maiores nomes da lucha libre. |
| 2018 | —      | Hiro Matsuda (Yasuhiro Kojima)                     | Uma vez campeão sulista dos pesos-pesados da NWA e duas vezes campeão dos pesos-pesados júnior da NWA. |
| 2018 |        | "The Golden Greek" Jim Londos (Christos Theofilou) | Um dos maiores nomes nos anos 30 e 40. |
| 2018 |        | Rufus R. Jones (Carey L. Lloyd)                    | Duas vezes campeão dos pesos-pesados dos estados centrais da NWA e uma vez campeão dos pesos-pesados do meio-atlântico da NWA. |
| 2018 |        | Sputnik Monroe (Roscoe Monroe Brumbaugh)           | Ícone da luta sulista e importante nome contra o preconceito racial. |
| 2018 |        | Stan "The Man" Stasiak (George Emile Stipich)      | Uma vez campeão dos pesos-pesados da WWWF. |
| 2019 |        | Bruiser Brody (Frank Goodish)                      | Uma vez campeão internacional dos pesos-pesados da NWA, uma vez campeão floridense dos pesos-pesados da NWA, uma vez campeão dos pesos-pesados dos estados centrais da NWA e quatro vezes campeão americano dos pesos-pesados da NWA. |
| 2019 |        | "Playboy" Buddy Rose (Paul R. Perschmann)          | Uma vez campeão mundial de duplas da AWA e oito vezes campeão do noroeste pacífico dos pesos-pesados da NWA. |
| 2019 |        | Hisashi Shinma                                     | Roteirista da New Japan Pro Wrestling e figura central da parceria entre a companhia e a WWF. Na história, presidente da WWF entre 1978 e 1984.                                                                                       |
| 2019 | —      | Jim Barnett                                        | Promotor da Georgia Championship Wrestling e executivo da WWF. |
| 2019 | —      | Joe Cohen                                          | Criador da Madison Square Garden Network. |
| 2019 |        | Luna Vachon (Gertrude Vachon)                      | Uma vez campeã feminina da USWA. Valet e lutadora na WWF. |
| 2019 |        | Primo Carnera                                      | Uma vez campeão mundial de duplas da NWA (versão de São Francisco). |
| 2019 |        | "Professor" Toru Tanaka (Charles J. Kalani Jr.)    | Uma vez campeão internacional de duplas da WWWF e três vezes campeão mundial de duplas da WWWF. |
| 2019 | —      | "Special Delivery" Jones (Conrad Efraim)           | Três vezes campeão de duplas das Américas da NWA. |
| 2019 |        | Wahoo McDaniel (Edward McDaniel)                   | Uma vez campeão floridense dos pesos-pesados da NWA, cinco vezes campeão meio-atlântico dos pesos-pesados da NWA, cinco vezes campeão dos Estados Unidos da NWA e quatro vezes campeão mundial de duplas da WCW..                     |

## Datas e locais das cerimônias

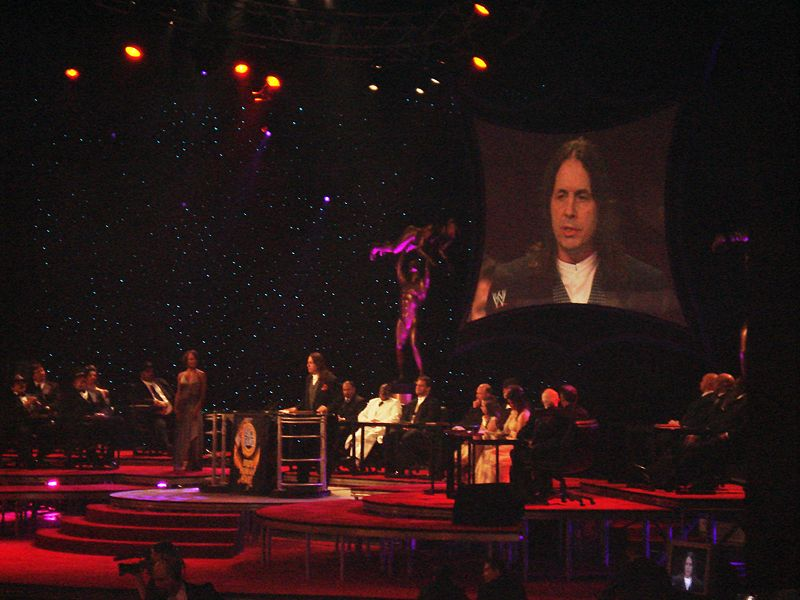
A introdução de Bret Hart ao Hall da Fama em 2006.

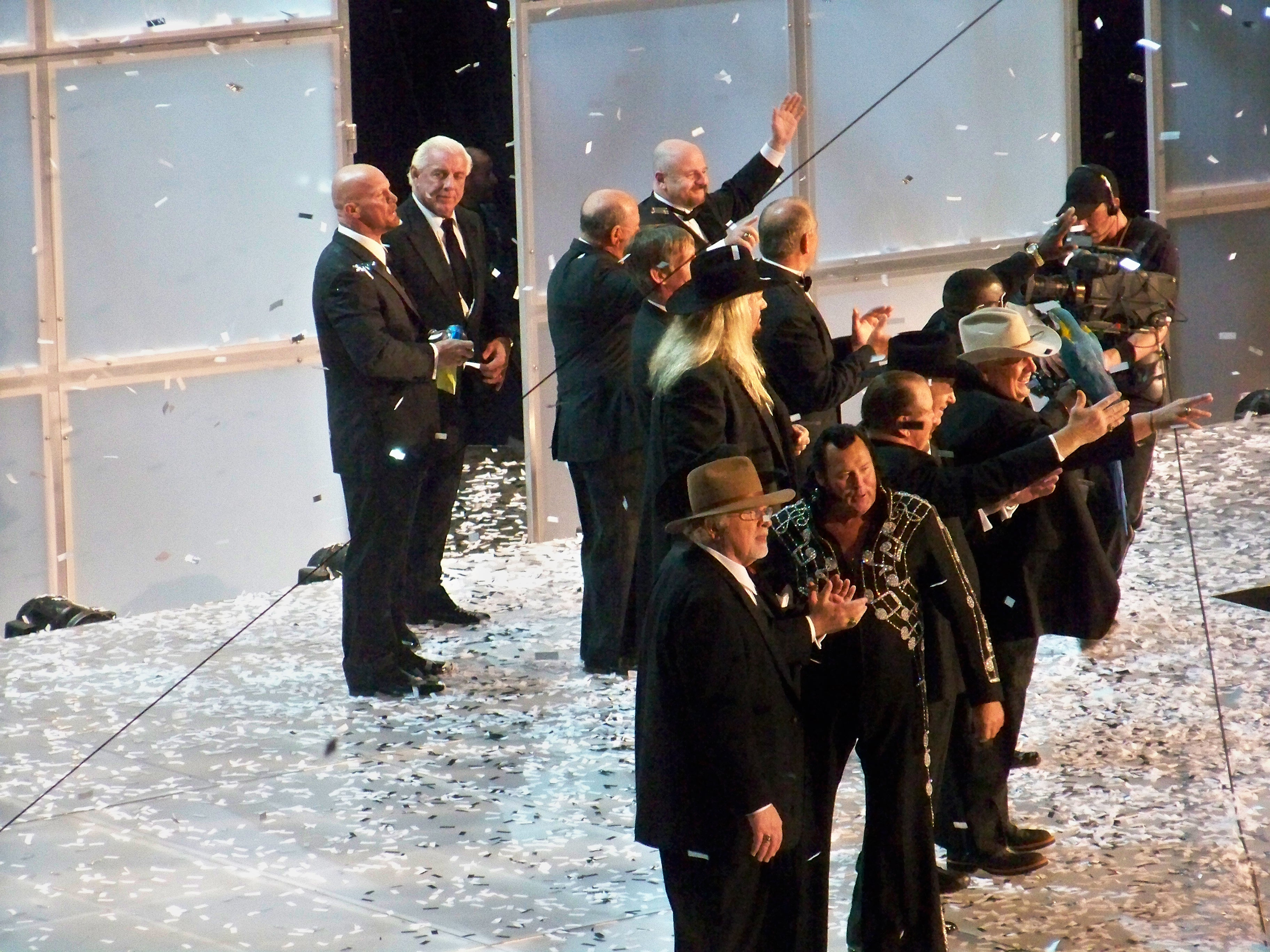
Os introduzidos no Hall da Fama em 2009.

| Data                   | Cidade                   | Local                                 | Apresentador                 | WrestleMania |
| ---------------------- | ------------------------ | ------------------------------------- | ---------------------------- | ------------ |
| 9 de junho de 1994     | Baltimore, Maryland      | Omni Inner Harbor International Hotel | —                            | —            |
| 24 de junho de 1995    | Filadélfia, Pensilvânia  | Marriott Hotel                        | —                            | —            |
| 16 de novembro de 1996 | Nova Iorque, Nova Iorque | Marriott Marquis                      | —                            | —            |
| 13 de março de 2004    | Nova Iorque, Nova Iorque | The Hilton                            | Gene Okerlund                | XX           |
| 2 de abril de 2005     | Los Angeles, Califórnia  | Universal Amphitheatre                | Gene Okerlund                | 21           |
| 1 de abril de 2006     | Rosemont, Illinois       | Rosemont Theatre                      | Jerry Lawler                 | 22           |
| 31 de março de 2007    | Detroit, Michigan        | Fox Theatre                           | Todd Grisham                 | 23           |
| 29 de março de 2008    | Orlando, Flórida         | Amway Arena                           | Gene Okerlund e Todd Grisham | XXIV         |
| 4 de abril de 2009     | Houston, Texas           | Toyota Center                         | Jerry Lawler e Todd Grisham  | XXV          |
| 27 de março de 2010    | Phoenix, Arizona         | Dodge Theater                         | Jerry Lawler                 | XXVI         |
| 2 de abril de 2011     | Atlanta, Geórgia         | Philips Arena                         | Jerry Lawler                 | XXVII        |
| 31 de março de 2012    | Miami, Flórida           | American Airlines Arena               | Jerry Lawler                 | XXVIII       |
| 6 de abril de 2013     | Nova Iorque, Nova Iorque | Madison Square Garden                 | Jerry Lawler                 | 29           |
| 5 de abril de 2014     | Nova Orleãs, Louisiana   | Smoothie King Center                  | Jerry Lawler                 | XXX          |
| 28 de março de 2015    | San Jose, Califórnia     | SAP Center at San Jose                | Jerry Lawler                 | 31           |
| 2 de abril de 2016     | Dallas, Texas            | American Airlines Center              | Jerry Lawler                 | 32           |
| 31 de março de 2017    | Orlando, Flórida         | Amway Center                          | Jerry Lawler                 | 33           |
| 7 de abril de 2018     | Nova Orleans, Louisiana  | Smoothie King Center                  | Jerry Lawler                 | 34           |
| 6 de abril de 2019     | Brooklyn, Nova Iorque    | Barclays Center                       | Renee Young e Corey Graves   | 35           |